# Nachsuche

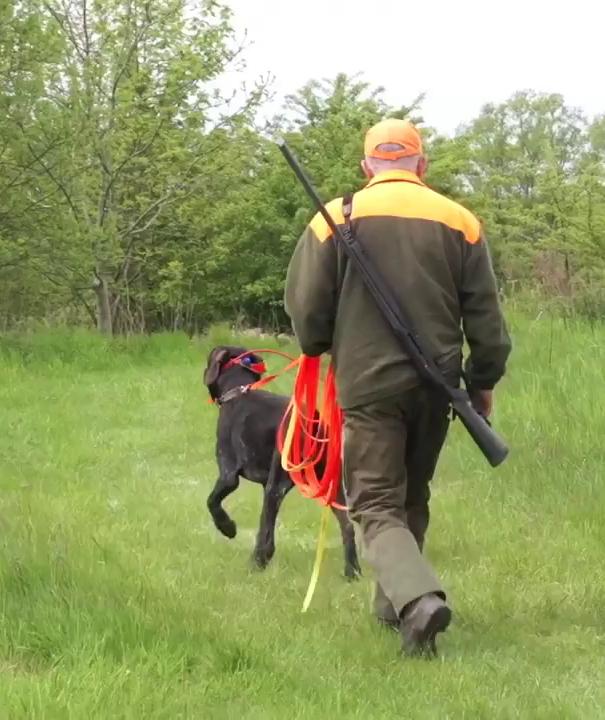
Nachsuchenführer des Schweiss Registret, einer Vereinigung der dänischen Nachsuchengespanne, mit geschulterter Flinte und Schweißhund bei der Nachsuche auf einen Rehbock

Als Nachsuche (auch Schweißarbeit oder Fährtenarbeit) wird bei der Jagd das Suchen und Aufspüren sowie gegebenenfalls auch Erlegen (Töten) von zuvor nicht unmittelbar auffindbarem, verletztem oder totem Wild bezeichnet. Insbesondere bei absehbar schwierigen Nachsuchen kommen dabei spezielle Nachsuchengespanne bestehend aus einem Nachsuchen- bzw. Hundeführer und einem ausgebildeten Jagdhund zum Einsatz. Falls verfügbar wird ein Schweißhund verwendet. Ziel einer Nachsuche ist es, entweder verletztes Wild vor langem Leiden zu bewahren und es durch einen Fangschuss zur Strecke zu bringen, oder bereits verendetes, aber nur schwer aufzufindendes Wild schnell zu bergen, um das Wildbret vor dem Verderben zu bewahren.

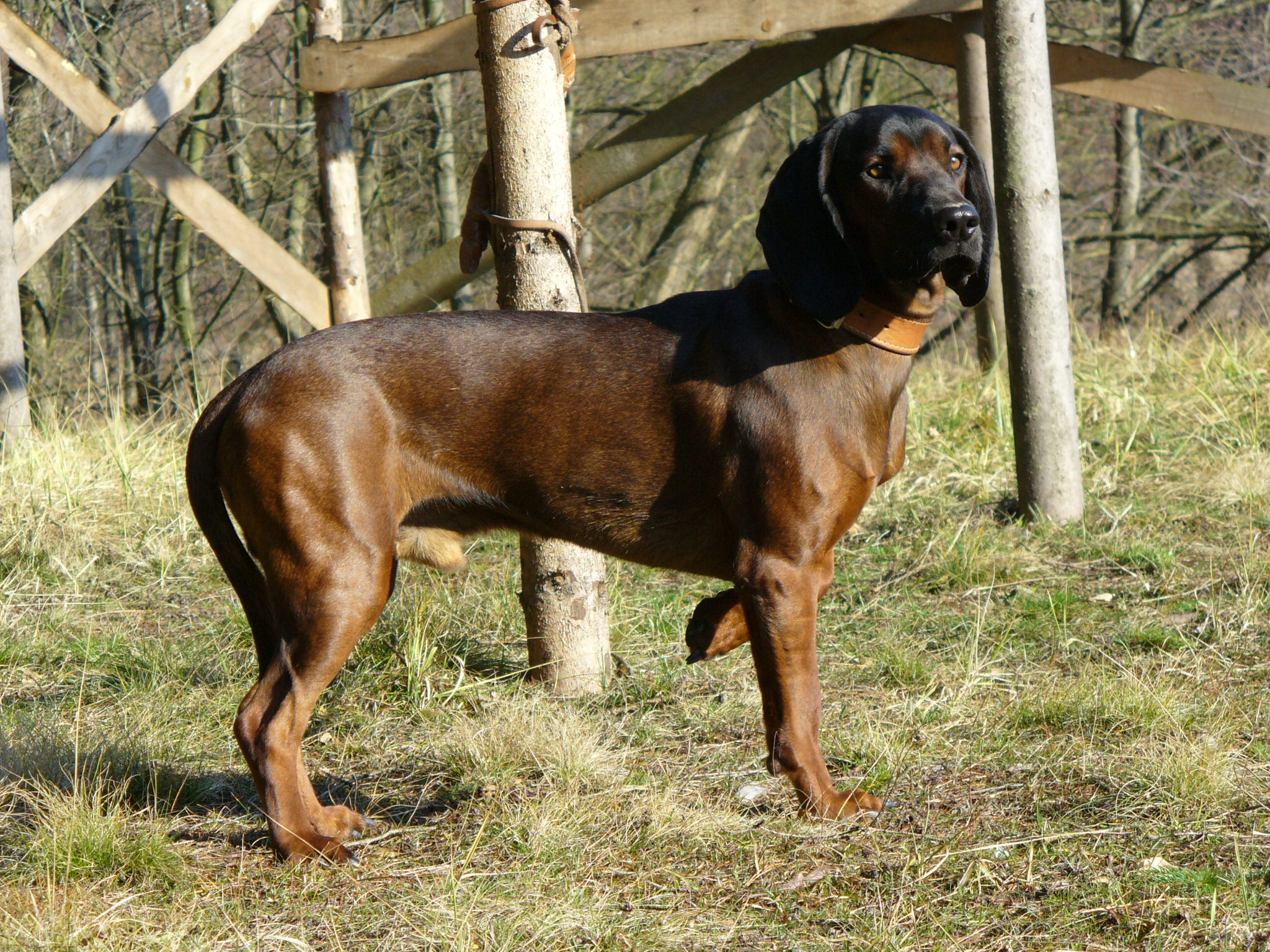
Typische Schweißhundrasse: Bayerischer Gebirgsschweißhund

## Tot- und Lebendnachsuche
Ohne weitere rechtliche Grundlage wird zwischen Tot- und Lebendnachsuche unterschieden. Bei der Totsuche geht der Schütze durch Beobachtung der Schusszeichen und Pirschzeichen von einem tödlichen Schuss aus, auch wenn das beschossene Wild noch flüchtet. Diese meist einfachen und kurzen Totsuchen unterscheiden sich von den oftmals aufwendigen und anspruchsvolleren Lebendnachsuchen, bei denen der Schütze von vornherein vermutet, dass das Wild nicht sofort tödlich getroffen wurde. Bei der Lebendnachsuche verfolgt das Nachsuchengespann (Hundeführer mit Hund) das Wild in der Regel eine halbe bis mehrere Stunden. Unter Umständen kann sich eine Nachsuche auf über mehrere Tage ausdehnen. Jeder brauchbare Jagdhund ist in der Lage, einfache Nachsuchen (maximal 400 m) erfolgreich zu bewältigen. Ist erkennbar, dass eine erschwerte Nachsuche (mehr als 400 m mit eventueller Hetze) vorliegt, gebietet die Weidgerechtigkeit jedoch, einen Nachsuchenspezialisten einzusetzen, um einen Erfolg zu gewährleisten.

## Durchführung

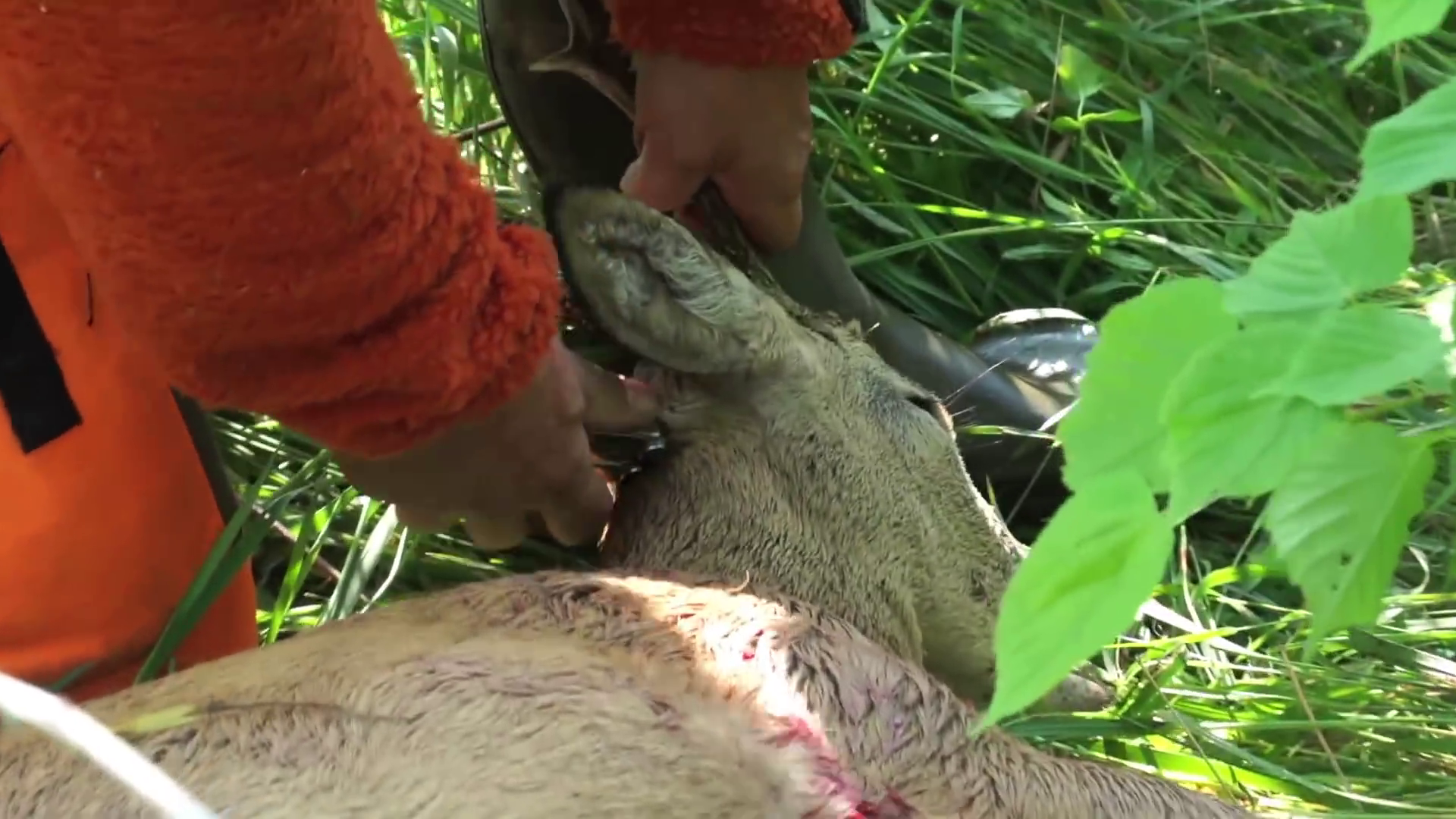
Abfangen eines Rehbocks durch einen dänischen Schweißhundeführer mittels eines gezielten Messerstichs in das Genick (jägersprachlich: Abnicken)

Die Nachsuche kann von jedem Jäger mit brauchbarem Hund durchgeführt werden. Der Anschuss (Ort, an dem das Wild getroffen wurde) oder die Unfallstelle und die vermeintliche Fluchtstrecke des Wildes dürfen in keinem Fall abgelaufen werden, weil durch das Vertreten der für das menschliche Auge kaum sichtbaren Pirschzeichen (Jägersprache für Spuren, Haare, Fell, Blut, Knochen- und Gewebefunde) die Nachsuche verunmöglicht oder extrem erschwert werden kann. Auch nach vermeintlichen Fehlschüssen muss der Anschuss des Wildes gründlich untersucht werden, um zu entscheiden, ob eine Nachsuche durchgeführt werden muss.
Die Spezialisten für Nachsuchen sind die Schweißhunde, aber auch der Deutsch Kurzhaar und andere Jagdgebrauchshunde werden dafür ausgebildet. Bei der Nachsuche muss der Hund Spursicherheit beweisen. Er vermag die Individualspur des verletzten Wildes von kreuzenden, frischeren Spuren und Fährten anderen Wildes zu unterscheiden und widersteht auch der Versuchung, auf eine frischere Spur zu wechseln, obwohl diese für den Hund als sogenannte Verleitfährte attraktiver sein könnte.
Vor Aufnahme der Nachsuche sind die Pirschzeichen am Anschuss oder an der Unfallstelle zu untersuchen und zu sichern. Wird anhand der Pirschzeichen von einer tödlichen Verletzung (zum Beispiel mit Herz- oder Lungenbeteiligung) ausgegangen, wird unverzüglich nachgesucht, um das Wildbret nicht verderben zu lassen. Ist von einer nicht sofort tödlichen Verletzung auszugehen, wird die Nachsuche nach einer Wartezeit aufgenommen. In der Wartezeit kann das Wild Adrenalin abbauen. Dadurch wird vermieden, dass es, unter Adrenalineinfluss stehend, erneut flüchtig wird und noch über weite Entfernungen verfolgt werden muss. Eine Nachsuche wird immer am Schweißriemen (einer besonders langen Hundeleine) begonnen. Dieser ist mehrere Meter lang und besteht heute oft aus flexiblem, leuchtenden Material. Eine Sonderform der Nachsuche kann sich in unwegsamem Gelände, z. B. in sumpfigen Gebieten oder im Gebirge ergeben. Dann muss der Hund abgeleint (geschnallt) werden und die Halsung muss abgenommen werden. Der Hund muss in der Lage sein, dem Jäger gefundenes Wild anzuzeigen. Das kann er hörbar durch Verbellen oder durch Verweisen (hin- und herlaufen zwischen dem Stück Wild und dem Hundeführer) oder als Bringselverweiser. Eine Nachsuche wird im ungünstigen Falle zu einer Hetze führen, wenn das kranke Wild vor dem Hund flüchtig wird. Ein ausgebildeter Hund soll das Wild dann spurlaut verfolgen und stellen, bis der Nachsuchenführer den Fangschuss anbringen oder es mit einer Blankwaffe abfangen kann.

## Deutschland
Bei der Nachsuche von krankgeschossenem oder schwerkrankem Wild, das in einen fremden Jagdbezirk wechselt, kommt die gesetzliche Wildfolge zur Anwendung.
Das Unterlassen der Nachsuche stellt einen tierschutzrechtlichen Verstoß dar, da das verletzte Wild bei unterlassener Nachsuche über Tage und auch Wochen nach dem Unfall noch dahinsiechen kann und unnötig lang leiden muss.

### Tradition
Es ist üblich und stets erwünscht, dass der Jäger, der eine Nachsuche verursacht hat und vornehmen lässt, bei der Nachsuche anwesend ist. Das Erlegen des verwundeten („kranken“) Wildes bleibt dem Hundeführer vorbehalten, der beim Einsatz einer Schusswaffe (Fangschuss) oder eines Messers (Abfangen) außerdem dafür Sorge zu tragen hat, dass sein Hund dabei nicht in Mitleidenschaft gezogen wird.
Es ist jagdlicher Brauch, dass der Hundeführer dem Jäger den Erlegerbruch überreicht, von dem der Jäger wiederum einen Teil dem erfolgreichen Hund unter das Halsband („Halsung“) steckt, um ihn zu ehren.